# Чорна біль (пам'ятник)

Пам'ятник загиблим учасникам ліквідації наслідків Чорнобильської катастрофи «Чорна біль» — меморіал обласного значення у місті Житомирі,який розташований на розі вулиць Покровської та Героїв Чорнобиля, поряд із будівлею Національної поліції. Один із найбільших пам'ятників у місті. Автори — скульптор Вітрик Олександр Павлович, архітектор — Бірюк Петро Миколайович. Охоронний номер 3049.
Є одним із символів міста та Житомирської області,визначною міською пам'яткою учасникам ліквідації наслідків аварії на Чорнобильській АЕС. Цей монумент вважається одним з кращих пам'ятників героям-чорнобильцям в Україні.

## Опис
Меморіал являє собою площу, вимощену гранітними плитами. Посеред площі, на постаменті з чорного граніту розташований пам'ятник  у формі  розбитого  серця з червоного  граніту , з написом у центрі «Чорна біль». На площі, поряд з пам'ятником, встановлено декілька стел з чорного граніту. На стелах викарбувані імена декількох десятків видатних учасників ліквідації аварії на ЧАЕС, які у вогні Чорнобиля поклали свої життя задля збереження наступних поколінь, починаючи  із першого міністра  України  у справах захисту населення від наслідків аварії    на ЧАЕС Готовчиць Г. О.  і  закінчуючи  начальником по вимірюванню радіоактивного зараження на ЧАЕС в 1986 р. Мастикаш І. О. (2016). Спорудження меморіалу завершено  до 30-річчя Чорнобильської трагедії.
На першій стелі меморіалу  зазначено, що внаслідок Чорнобильської катастрофи 26 квітня 1986 року :  9 районів області  ( 734 населених пункти)   і  місто  Коростень    опинилися   в    зоні радіоактивного  забруднення,  в тому числі  63 населених  пункти  -  в зоні безумовного (обов’язкового)  відселення, 301 населений пункт – в зоні гарантованого  добровільного   відселення  і    363 населених пункти -  в зоні посиленого  радіоекологічного контролю;  у  ліквідації наслідків аварії  на ЧАЕС  брало участь близько тринадцяти   тисяч жителів  області, багато  з  них  уже пішли  з  життя.
Меморіал  слугує  місцем  регулярних  заходів, які проводять Житомирська обладміністрація,  Житомирська міськрада,  чорнобильські  громадські  організації для вшанування  пам'яті героїв-ліквідаторів.

## Галерея

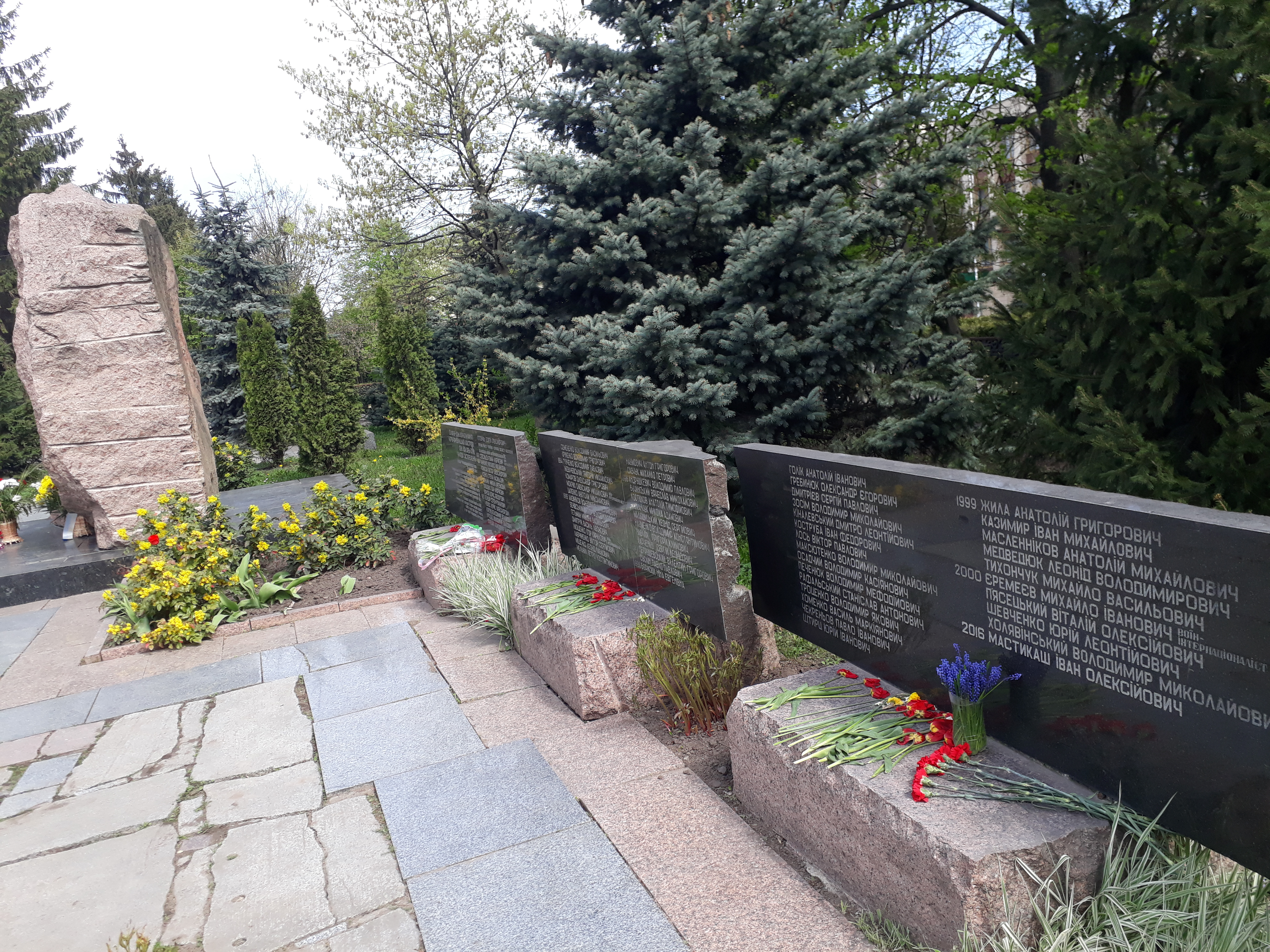
фрагмент СТЕЛА пам'ятника «ЧОРНА БІЛЬ»
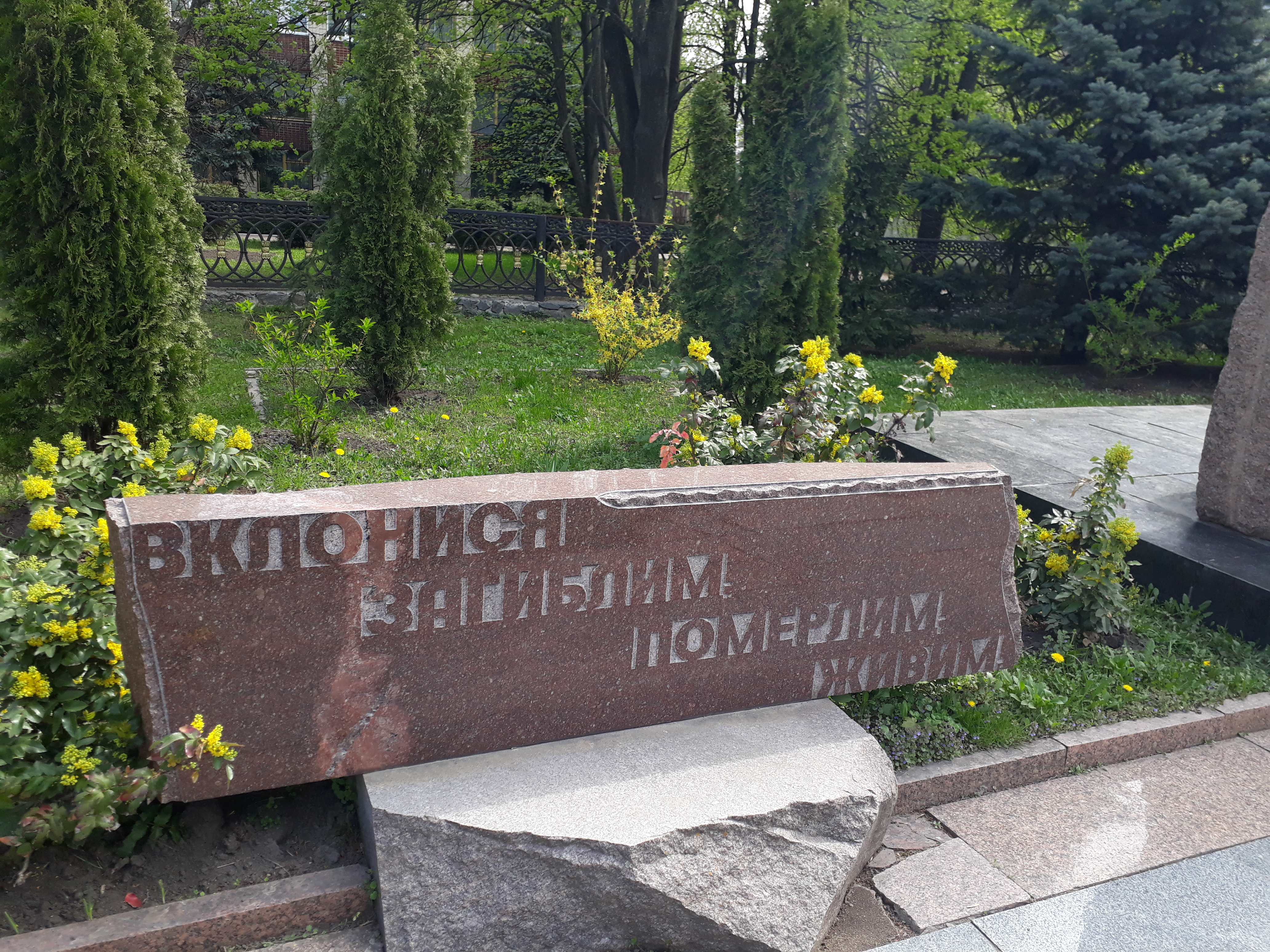
фрагмент «Вклонися загиблим, померлим, живим»
фрагмент  СЕРЦЕ пам'ятника «ЧОРНА БІЛЬ»